# تاتیانا یمباختوا
تاتیانا یمباختوا (انگلیسی: Tatyana Yembakhtova؛ زادهٔ ۱۷ ژانویهٔ ۱۹۵۶) بازیکن هاکی روی چمن اهل اتحاد جماهیر شوروی سوسیالیستی است.